# Guerre polono-turque (1633-1634)
Pour les articles homonymes, voir Guerre polono-turque.
Guerres polono-turques
La guerre polono-turque de 1633-1634 est un conflit qui opposa l'Empire ottoman à la république des Deux Nations (Pologne-Lituanie) et leurs vassaux durant les années 1633 et 1634.

## Contexte
Abaza Mehmed Pacha, esclave abkhaze affranchi, était parvenu en 1632 au poste de beylerbey de la province de Silistrie, territoire qui recouvrait une partie de l'actuelle Bulgarie, de la Roumanie et de l'Ukraine. À la mort du roi de Pologne Sigismond Vasa, le tsar Michel Ier, faisant fi de l’armistice de Déoulino, provoqua la guerre de Smolensk (1632–1634). Abaza mobilisa à la demande du tsar ses contingents turcs de Silistrie, renforcés d'autres vassaux de la Sublime Porte : Moldaves, Valaques et Horde Nogaï du Yedisan et du Boudjak. Le sultan Mourad IV n'avait alors aucune intention d'agresser la Pologne-Lituanie, préoccupé qu'il était par la frontière orientale de son empire. Il est vraisemblable que certains dignitaires de la  Sublime Porte ont couvert l'initiative du beylerbey, quoique l'on n'en ait aucune preuve.

## La campagne de 1633
Vers le 29 juin 1633, une troupe d'environ 2 000 Nogaïs du Boudjak s'empara de Kamianets-Podilskyï, place-forte de Podolie. On ignore si les Nogaïs ont effectué ce coup de main de leur propre initiative, ou comme sipahis d'Abaza. Deux jours plus tard, ces Tatars, chargés de butin, retrouvaient la principauté de Moldavie, vassale de l'Empire Ottoman, amenant avec eux leurs prisonniers (jasyr).
Dès qu'il apprit la razzia des Tatars, Koniecpolski, en position à Bar, entreprit immédiatement de les pourchasser avec environ 3 000 cavaliers. Il franchit la frontière naturelle du Dniestr et parvint sans attirer l'attention à investir le bassin de la Moldava qui, quelques décennies plus tôt, avait été l'enjeu d'une longue guerre entre Polonais et Ottomans. Les Tatars, qui s'y croyaient désormais en sécurité, s'y reposaient ce qui permit au hetman Koniecpolski de les intercepter le 4 juillet 1633 dans les environs de Sasowy Róg, au bord du Pruth. Il en tua beaucoup, fit quelques prisonniers (dont quelques chefs nogaï, comme le gendre du Khan Temir, ou « Kantymir » en polonais) et recouvra la plus grande partie du butin, mais une partie des Tatars parvint à s'enfuir.
Koniecpolski, qui entretenait un dense réseau d'espions dans la région, et qui avait compétence diplomatique pour tout le Sud de la Pologne, était sans doute informé des projets d'invasion d'Abaza Pacha. Il remonta la rive gauche du Dniestr et établit son camp dans les environs de Kamieniec-Podolski. Il demanda des renforts, car son armée ne comptait encore que 3 000 hommes, et reçut l'appui de 8 000 cosaques et mercenaires d'Ukraine. Abaza lança sa campagne dans la seconde quinzaine de septembre avec environ 30 000 soldats turcs et 10 000 hommes de Valaquie et de Moldavie. Il reçut l'appoint de 15 000 Tatars Nogaïs du Yedisan et du Boudjak, envoyés par Kantymir. À la mi-octobre, il se trouva aux abords de Khotyn et apprit les préparatifs de Koniecpolski. Abaza tenta d'abord de jouer la carte diplomatique pour gagner du temps. Ce fut en vain ; il décida alors de modifier ses plans et passa le Dniestr. La bataille de Kamieniec-Podolski ou de Paniowce s'ouvre par la charge de Kantymir contre le camp retranché du général polonais, le 20 octobre. Le 22, Abaza jette toutes ses forces dans la bataille ; mais malgré une supériorité numérique écrasante, son armée ne parvient pas à percer les lignes polonaises. Ayant subi de lourdes pertes, Abaza Paşa donna l'ordre de retraite, abandonnant le terrain aux Polonais.

## La campagne de 1634 et ses conséquences
En 1634, l'Empire ottoman et Pologne-Lithuanie étaient au bord de la guerre ouverte, et lorsqu'au mois d'avril 1634 le sultan Mourad IV donna audience à l'ambassadeur polonais Alexander Trzebinski, il l'humilia publiquement et exigea un tribut et la conversion du roi de Pologne à l'Islam. Il regroupa ensuite à Andrinople une forte armée pour marcher contre la Rzeczpospolita,,. C'est alors qu'au lieu de répondre à l'appel à la mobilisation du sultan, l'un de ses plus puissants vassaux, le khan de Crimée Canibek Giray, décida d'intervenir dans la guerre russo-polonaise : stipendiés par les Polonais, les tatars de Crimée repartirent à l'attaque du cœur de l'empire russe. Cette menace, conjuguée à l'échec russe devant Smolensk poussèrent le tsar Michel Ier à conclure la paix de Polanów avec Ladislas IV en juin 1634.
Une fois la paix conclue avec la Russie, le roi Ladislas IV prépara la guerre contre les Turcs. Il ordonna aux régiments aguerris par la campagne de Smolensk de se porter au sud, en Podolie, pour une démonstration de force aux frontières de l'Empire ottoman, parvenant à grouper 35 000 hommes (exclusivement des auxiliaires cosaques), placés sous les ordres de Koniecpolski. Abaza Mehmed Pacha fut démis de ses fonctions au printemps 1634 et remplacé par Murtaza Pacha. Ce dernier, par l'intercession de l'ambassadeur autrichien von Puchheim, dépêcha en juillet son émissaire Çavuş Şahin Ağa et Trzebinski auprès du Sejm de Varsovie pour proposer un armistice et rétablir la paix. Çavuş Şahin Ağas entama les négociations avec Koniecpolski au mois d'août.
Les pourparlers mirent en cause l'initiative personnelle d'Abaza d'attaquer la Pologne et il fut convenu qu'il devait être châtié. Le sultan ordonna effectivement son exécution pour « mutinerie, » le 24 août 1634.
Les clauses convenues au mois d'août 1634 entre la république des Deux Nations et l'Empire ottoman furent ratifiées au mois de septembre 1634 par Mourtaza Pacha. Les principaux points d'accord étaient :
1. Le sultan assigne un nouveau territoire à la Horde Nogaï.
2. Le roi de Pologne promet en échange un contrôle étroit des cosaques zaporogues.
3. Le roi de Pologne reconnaît la suzeraineté du sultan sur les principautés de Moldavie et de Valachie.
4. Le sultan renonce à la destruction des fortifications polonaises du Dniestr.
5. Les deux nations échangent leurs prisonniers et reconduisent les accords commerciaux passés.

Ils furent intégrés par ahdnâme par le pacha Mourad IV dans les derniers jours d'octobre 1634. La déportation de la Horde Nogaï de Boutchak, à laquelle le Sultan avait consentie, ne fut pas exécutée.